# Takeda Kanryūsai
Takeda Kanryūsai (jap. 武田 観柳斎; ? in Izumo; † 22. Juni 1867) war ein Samurai der Bakumatsu-Zeit und der Kapitän der 5. Einheit der Shinsengumi, einer polizeilichen Einheit in Kyōto.
Er plante, die Shinsengumi zu verraten. Als diese davon erfuhren, wurde Takeda von ihnen ermordet.
| Personendaten    | Personendaten                                                                |
| ---------------- | ---------------------------------------------------------------------------- |
| NAME             | Takeda, Kanryūsai                                                            |
| ALTERNATIVNAMEN  | 武田観柳斎 (japanisch)                                                       |
| KURZBESCHREIBUNG | Kapitän der 5. Einheit der Shinsengumi, einer polizeilichen Einheit in Kyōto |
| GEBURTSDATUM     | 18. Jahrhundert oder 19. Jahrhundert                                         |
| GEBURTSORT       | Izumo, Japan                                                                 |
| STERBEDATUM      | 22. Juni 1867                                                                |